# Estivella
Estivella ist eine Gemeinde (municipio) mit 1.631 Einwohnern (Stand: 2024) in der spanischen Provinz Valencia. Sie befindet sich in der Comarca Camp de Morvedre. 

## Geografie
Estivella liegt etwa 25 Kilometer nördlich von Valencia in einer Höhe von ca. 125 m nahe der Mittelmeerküste. Durch die Gemeinde führt die Autovía A-23. 

## Bevölkerungsentwicklung
| Jahr      | 1920 | 1950 | 1970 | 1981 | 1991 | 2001 | 2011 | 2021 |
| Einwohner | 1335 | 1221 | 1181 | 1108 | 1075 | 1125 | 1382 | 1491 |

## Sehenswürdigkeiten
- Aquädukt

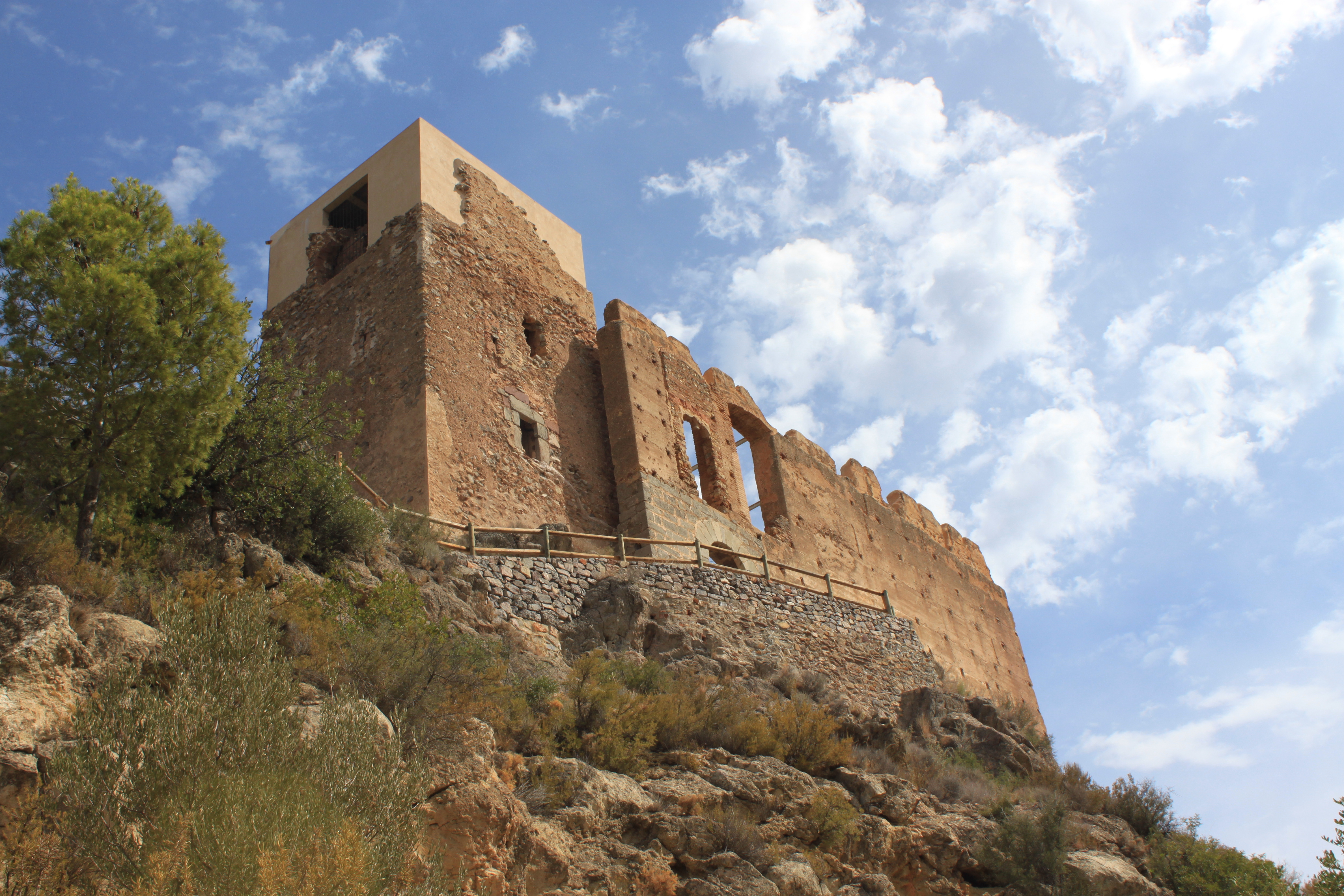
Burgruine von Beselga
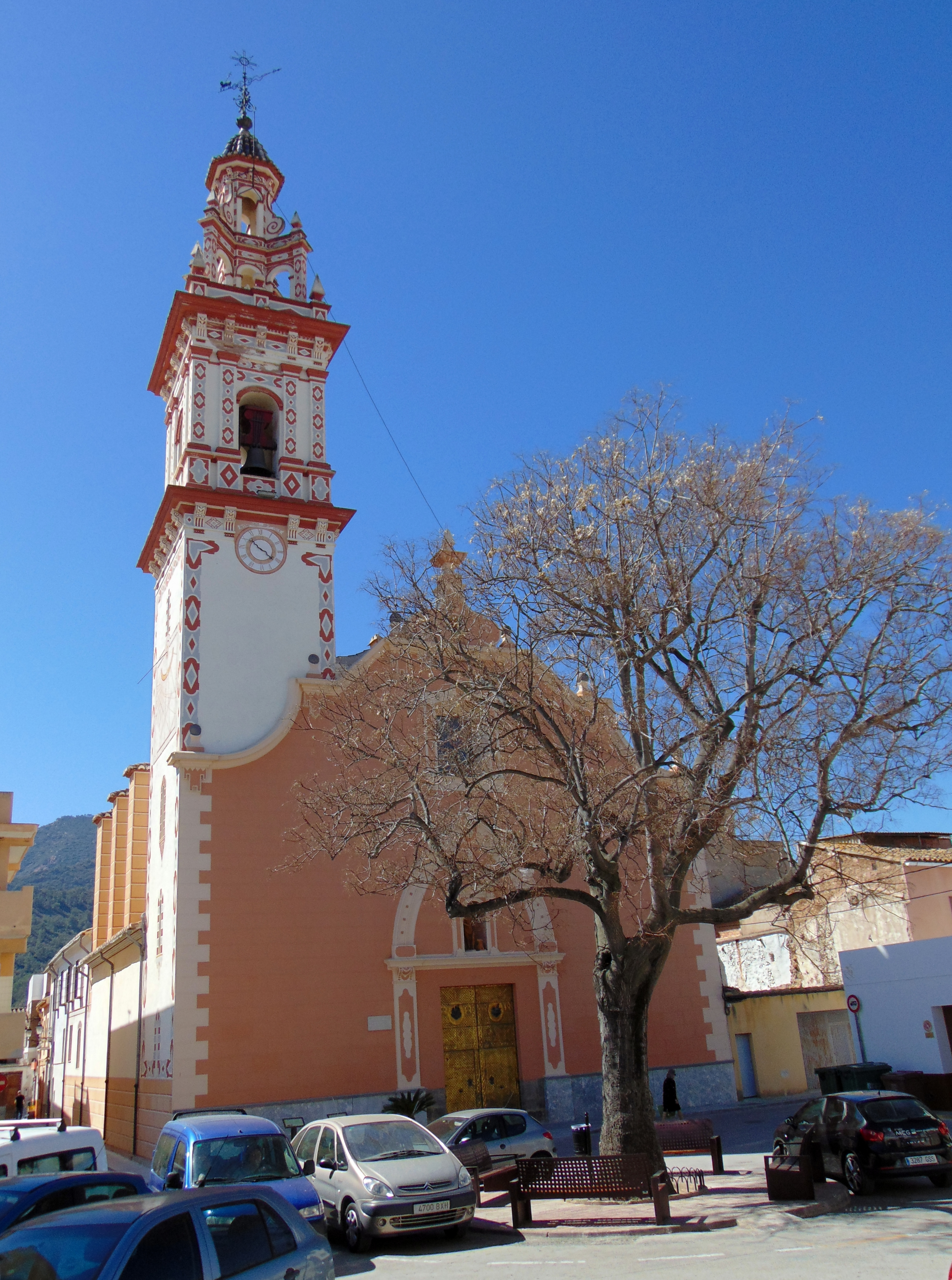
Johanneskirche

- Johanneskirche (Iglesia de los Santos Juanes)
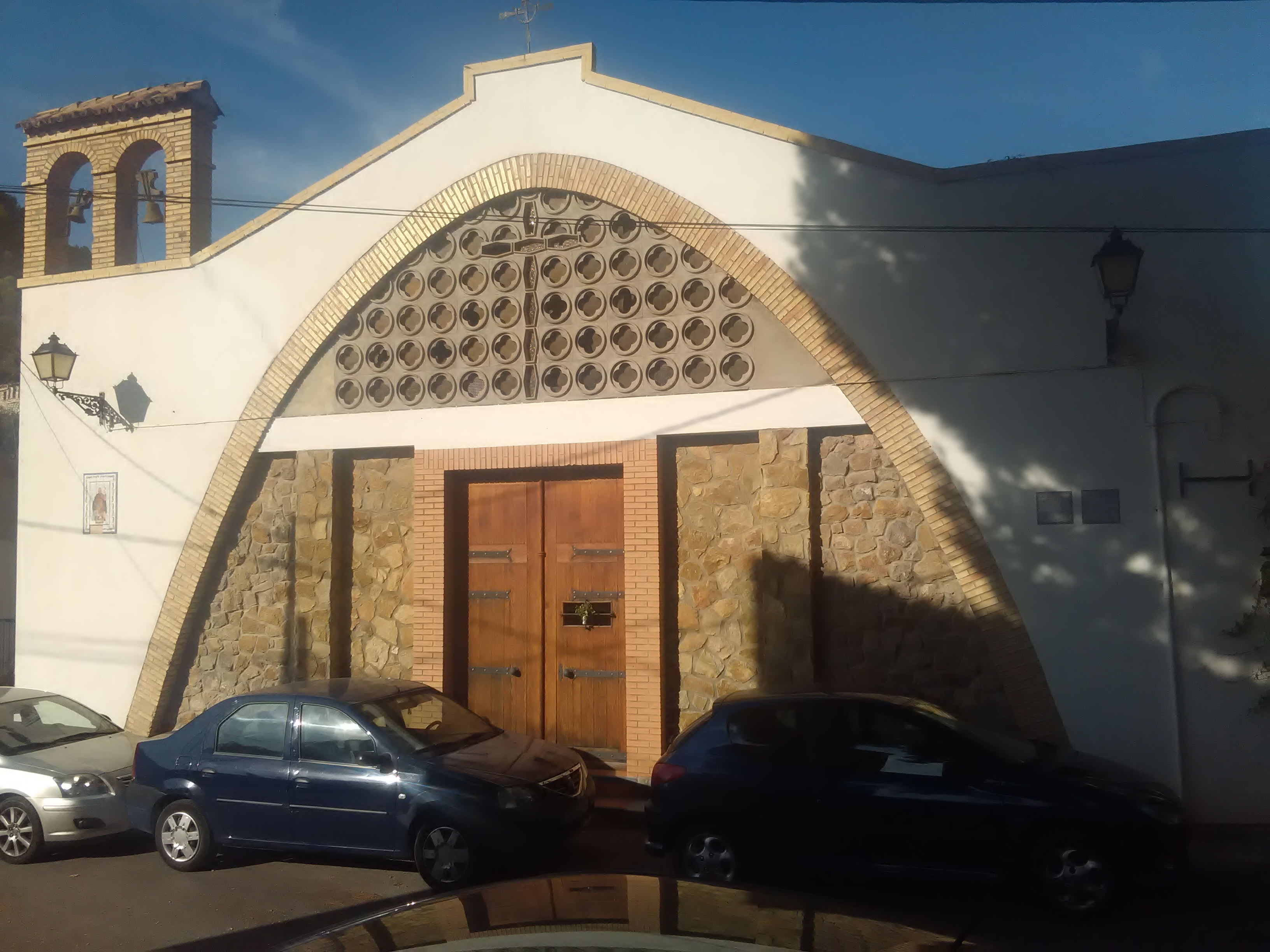
Rochuskapelle
- Kreuzkapelle

- Burgruine von Beselga
- Johanneskirche
- Rochuskapelle